# Плиније Млађи
Плиније Млађи (лат. Gaius Plinius Caecilius Secundus; Комо, 63. н. е. — Битинија, 113. н. е.) био је римски сенатор за време цара Домицијана, Нерве и Трајана. Био је и пријатељ најпознатијег римског историчара Тацита.
Најпознатији је по писмима објављеним у десет књига под насловом: Epistularum Libri Decem које представљју важан извор за римску друштвену историју Царства. Друго дело му је Panegyricus. 
Плиније је обављао функцију империјалног магистрата под Трајановом влашћу (трајала 98—117), а његова писма Трајану пружају један од неколицине преживелих записа о односу између империјалног уреда и провинцијалних гувернера.